# Xi Jinpings Ideen des Sozialismus chinesischer Prägung im neuen Zeitalter

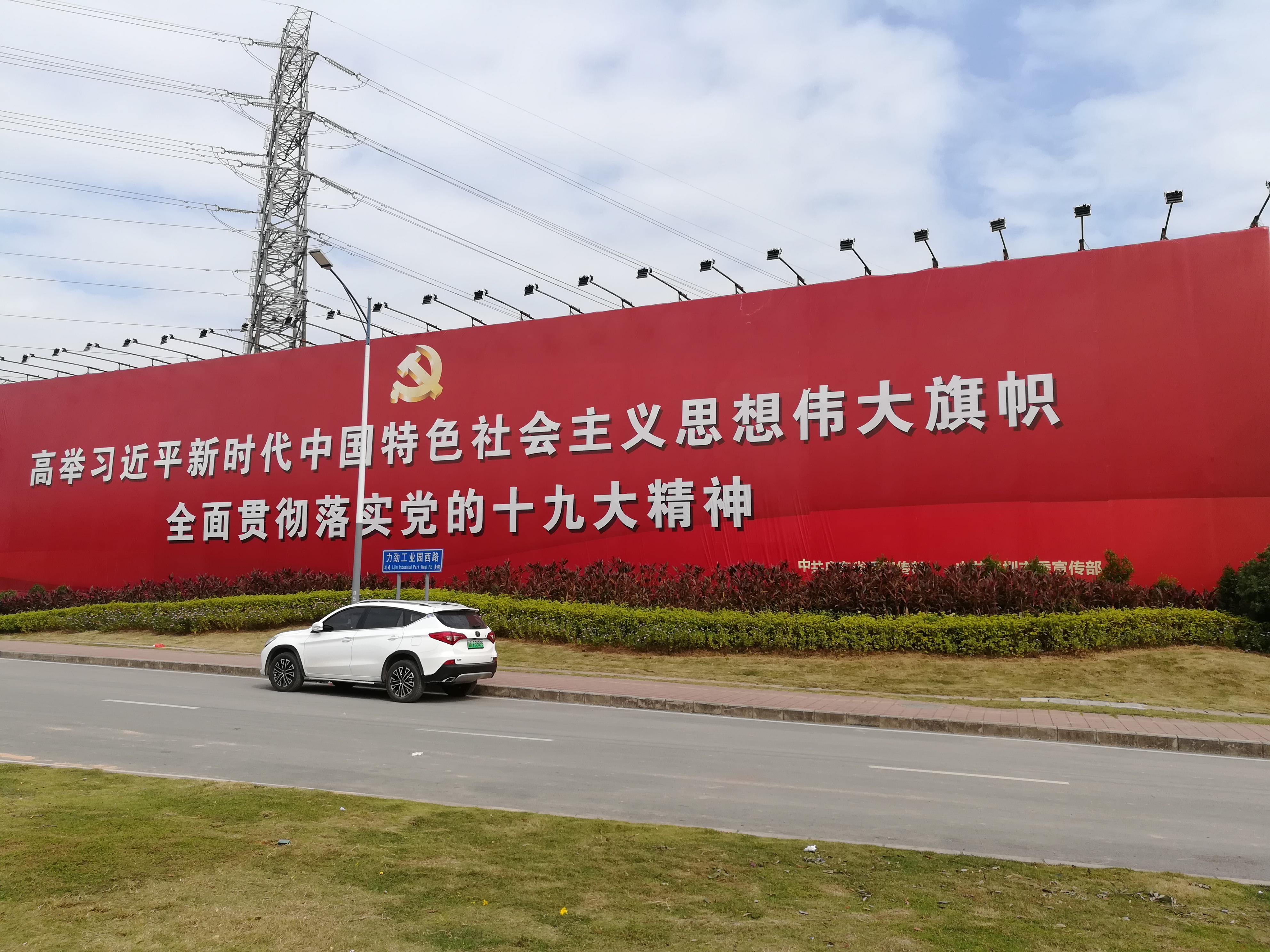
Das großartige Banner von Xi Jinpings Ideen des Sozialismus chinesischer Prägung im neuen Zeitalter hochhalten, den Geist des 19. Parteitags der KP Chinas vollständig umsetzen (politischer Slogan im Stadtbezirk Longhua in der Stadt Shenzhen in der chinesischen Provinz Guangdong)

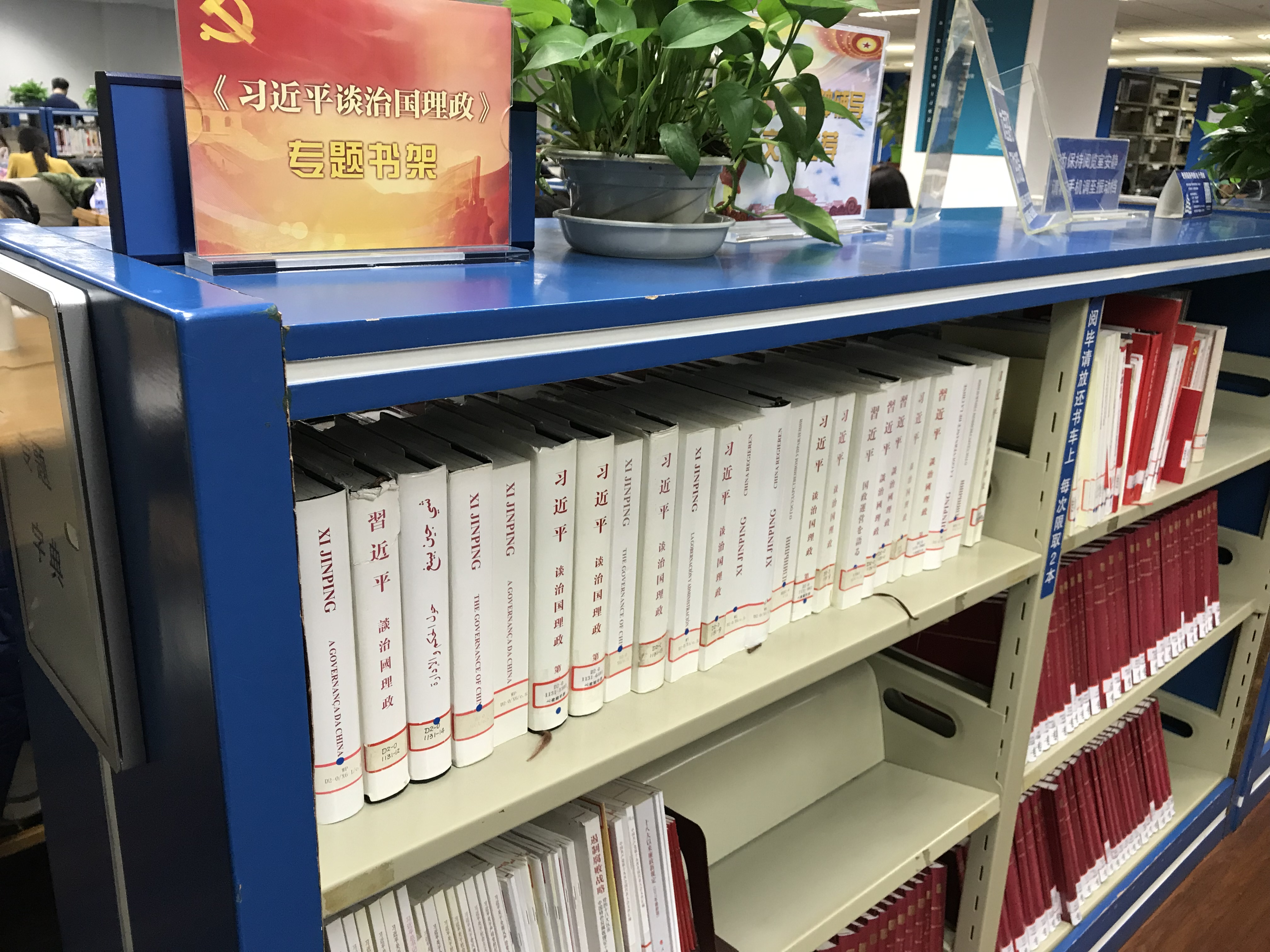
In verschiedenen Sprachen übersetzte Ausgaben des Buches „China regieren“; einer Sammlung der Reden und Gedanken von Xi Jinping

Xi Jinpings Ideen des Sozialismus chinesischer Prägung im neuen Zeitalter (chinesisch 習近平新時代中國特色社會主義思想 / 习近平新时代中国特色社会主义思想, Pinyin Xí Jìnpíng Xīnshídài Zhōngguó Tèsè Shèhuìzhǔyì Sīxiǎng), oft abgekürzt zu Xi-Jinping-Gedanken oder Xiismus, sind politische Theorien, die vom Generalsekretär der Kommunistischen Partei Chinas und „Überragenden Führer“ Xi Jinping zum ersten Mal auf dem 19. Parteitag der KPCh am 18. Oktober 2017 vorgestellt wurden. Am 24. Oktober wurden die Ideen von Xi Jinping auf der Abschlusszeremonie des 19. Parteitags ins Parteistatut aufgenommen. Am 11. März 2018 wurden Xi Jinpings Ideen des Sozialismus chinesischer Prägung im neuen Zeitalter in der Verfassung der Volksrepublik verankert.

## Entstehung
Seit Xi Jinping am 15. November 2012 zum Abschluss des 18. Parteitags zum Generalsekretär der Kommunistischen Partei Chinas gewählt wurde, arbeitete er an einem Konzept, wie der Sozialismus chinesischer Prägung der seit Deng Xiaoping stark veränderten Weltlage und den neuen gesellschaftlichen Realitäten in China angepasst werden könnte. Auf dem 19. Parteitag der KPCh im Oktober 2017 stellte er das Konzept dann erstmals offiziell vor.
Xi betonte damals, dass die KPCh angesichts der Herausforderungen der Moderne daran festhalten müsse, sich vom Marxismus-Leninismus, den Mao-Zedong-Ideen, der Deng-Xiaoping-Theorie, den Ideen des Dreifachen Vertretens von Jiang Zemin sowie dem „Wissenschaftlichen Entwicklungskonzept“ (科学发展观) Hu Jintaos leiten zu lassen; in anderen Worten: Xi Jinping konstruierte eine ununterbrochene, sich immer weiter entwickelnde Tradition der Partei. Dementsprechend reihte er die programmatischen Schlagworte der früheren Parteiführer aneinander:
- Mao Zedong: „Die Wahrheit in den Tatsachen suchen“ (实事求是, ein Zitat aus dem Han Shu)
- Deng Xiaoping: „Das Denken befreien und die Wahrheit in den Tatsachen suchen“ (解放思想，实事求是)
- Jiang Zemin: „Das Denken befreien, die Wahrheit in den Tatsachen suchen und mit der Zeit Schritt halten“ (解放思想，实事求是，与时俱进)
- Hu Jintao: „Das Denken befreien, die Wahrheit in den Tatsachen suchen, mit der Zeit Schritt halten sowie realistisch und pragmatisch handeln“ (解放思想，实事求是，与时俱进，求真务实)[6][7]

## Inhalte
Die folgenden 14 Punkte bilden die Grundkonzeptionen für Beibehaltung und Entwicklung des Sozialismus chinesischer Prägung im neuen Zeitalter.
1. An der Führung der gesamten Arbeit durch die Partei muss festgehalten werden.
2. An der Stellung des Volkes im Mittelpunkt muss festgehalten werden.
3. An der umfassenden Vertiefung der Reform muss festgehalten werden.
4. Am neuen Konzept der Entwicklung muss festgehalten werden.
5. An der Stellung des Volkes als Herr des Staates muss festgehalten werden.
6. An der umfassenden gesetzesgemäßen Verwaltung des Staates muss festgehalten werden.
7. Am System der sozialistischen Grundwerte muss festgehalten werden.
8. An der Gewährleistung und Verbesserung der Lebenshaltung der Bevölkerung muss bei der Entwicklung festgehalten werden.
9. An der harmonischen Koexistenz zwischen Mensch und Natur muss festgehalten werden.
10. An einem ganzheitlichen nationalen Sicherheitskonzept muss festgehalten werden.
11. An der absoluten Führung der Volksarmee durch die Partei muss festgehalten werden.
12. Am Prinzip „Ein Land, zwei Systeme“ muss festgehalten und die Wiedervereinigung des Vaterlandes vorangetrieben werden.
13. An der Förderung des Aufbaus der Schicksalsgemeinschaft der Menschheit muss festgehalten werden.
14. An der umfassenden strengen Führung der Partei muss festgehalten werden.

## Vierfaches Selbstvertrauen
Ein weiteres zentrales Thema in Xi Jinpings Ideen ist das „Vierfache Selbstvertrauen“  (四个自信, Pinyin Sì Gè Zìxìn), ein Begriff, der in seiner ursprünglichen Version vom scheidenden Generalsekretär Hu Jintao in seinem Abschlussbericht auf dem 18. Parteitag der KPCh (8. – 15. November 2012) geprägt wurde. Damals sprach Hu vom „Dreifachen Selbstvertrauen“, das die Handlungsweise der Partei prägen sollte, nämlich Vertrauen in den eigenen Weg, Vertrauen in die eigenen Theorien und Vertrauen in das eigene System. Bei den Feierlichkeiten zum 15. Jahrestag der Wiedervereinigung Macaus mit der Volksrepublik China im Dezember 2014 fügte Xi Jinping dem seit 2013 von der Propagandaabteilung der KPCh weit verbreiteten Konzept Hu Jintaos das Vertrauen in die eigene, mehr als 5000 Jahre alte, nie von Phasen der Barbarei unterbrochene Kultur hinzu,
die die Basis für die drei anderen Formen des Selbstvertrauens bilde. 
Seitdem lautet das in offiziellen Reden immer wieder zitierte Schlagwort „Vierfaches Selbstvertrauen“:
- Vertrauen in den Weg des Sozialismus chinesischer Prägung (中国特色社会主义道路自信)
- Vertrauen in die eigenen Theorien (理论自信)
- Vertrauen in das eigene System (制度自信)
- Vertrauen in die eigene Kultur (文化自信)[13]

## Einordnung
Nach einer ersten Einschätzung  des Politologen Wu Qiang von der Pekinger Tsinghua-Universität verlief der Parteitag, auf dem Xi Jinping seine Idee vom „Sozialismus chinesischer Prägung im neuen Zeitalter“ ausformulierte, nach einem Drehbuch, dessen Handlung schon vor längerer Zeit begonnen habe. „Während seiner ersten fünfjährigen Amtszeit ist es Xi gelungen, die Macht auf sich zu konzentrieren und einen Kult um seine Person aufzubauen, wie es einst Mao vorgemacht hatte.“ Der Parteitag sei der Abschluss dieses Prozesses und diene als Bühne für seine „Selbstinthronisation“.
Der Politologe Willy Wo-Lap Lam von der Chinesischen Universität Hongkong sah das ähnlich, stellte Xi Jinping aber auch in eine Reihe mit dem Pragmatiker Deng Xiaoping, der es ebenfalls geschafft hatte, mit seinem eigenen Namen im Parteiprogramm verewigt zu werden. 
Chen Daoyin von der Shanghaier Universität für Politikwissenschaft und Recht stimmte dem zu, gab jedoch zu bedenken, dass in dem langen Namen der Doktrin mehrere Einschränkungen festgeschrieben waren. Anders als bei Mao und Deng handle es sich hier nicht um einen Personenkult; die Doktrin war keine Manifestation einer ewigen Wahrheit, sondern galt nur für das neue Zeitalter, sie galt nicht überall (also zum Beispiel nicht in Afrika), sondern nur unter den speziellen Bedingungen in China. Nach Meinung von Chen Daoyin bedeutete das, dass Xi Jinping keinesfalls ein unangefochtener Alleinherrscher war, sondern dass sein Konzept erst nach Absprache mit den verschiedenen Parteiflügeln und dem Eingehen von Kompromissen in das Parteiprogramm aufgenommen worden war.